# 川野孝弘
川野 孝弘（かわの たかひろ、1963年11月6日 - ）は、日本の放送作家。Ring代表取締役。

## 人物・経歴
1983年、アメリカ横断ウルトラクイズのクイズ作家としてデビュー。
以降、放送作家としてテレビ・ラジオでキャリアを積み重ねる。
2011年、古舘プロジェクト退社後、放送作家事務所Ringを立ち上げ、代表取締役を務める。
2015年、マッスルミュージカル復活に携わる。

## 担当番組
- 日経スペシャル 未来世紀ジパング〜沸騰現場の経済学〜
- ジャパコン24
- ジャパコンTV
- おとな探訪
- 宮崎美子のすずらん本屋堂

### 担当していたテレビ番組
- クイズミリオネア
- ナイナイサイズ
- 笑っていいとも
- 筋肉番付
- ウッチャンナンチャンのやるならやらねば!
- ザ・クイズマン!
- 平成名物TV
- 生生生生ダウンタウン
- 雛かっぱー
- アメリカ横断ウルトラクイズ
- アニメる!?
- キャプテン☆ドみの
- 時間ですよ[2][3]
- FNS27時間テレビ
- 天使のU・B・U・G
- いきなりプレゼント GET OR LOST

### 舞台
- 古舘伊知郎トーキングブルース[4][5]